# Skorocice (gromada)
Skorocice – dawna gromada, czyli najmniejsza jednostka podziału terytorialnego Polskiej Rzeczypospolitej Ludowej w latach 1954–1972.
Gromady, z gromadzkimi radami narodowymi (GRN) jako organami władzy najniższego stopnia na wsi, funkcjonowały od reformy reorganizującej administrację wiejską przeprowadzonej jesienią 1954 do momentu ich zniesienia z dniem 1 stycznia 1973, tym samym wypierając organizację gminną w latach 1954–1972.
Gromadę Skorocice z siedzibą GRN w Skorocicach utworzono 31 grudnia 1959 w powiecie buskim w woj. kieleckim z obszaru zniesionej gromady Skotniki oraz ze wsi Łatanice i kolonii Działki Łatanickie, Kowalówka i Zagumnie Augustowskie ze zniesionej gromady Hołudza w tymże powiecie.
W 1965 roku gromada miała 15 członków gromadzkiej rady narodowej.
Gromada przetrwała do końca 1972 roku, czyli do kolejnej reformy gminnej.